# Bagod
Bagod je obec v Maďarsku v župě Zala, spadající pod okres Zalaegerszeg. Vznikla postupným sloučením pěti vesnic; v roce 1944 byly sloučeny do té doby samostatné vesnice Alsóbagod, Szentpál a Vitenyédszentpál s obcí Bagodvitenyéd a celá obec se poté jmenovala Bagodvitenyéd. V roce 1977 se ovšem sloučila s další vesnicí Felsőbagod a celá obec se poté přejmenovala pouze na Bagod. Nachází se asi 4 km severozápadně od Zalaegerszegu. Žije zde přibližně 1 200 obyvatel, přičemž (dle údajů z roku 2011) 96,5 % obyvatelstva tvoří Maďaři, 1,5 % Němci a 0,8 % Romové.
Sousedními vesnicemi jsou Bocfölde, Böde, Dobronhegy, Gellénháza, Hottó, Nagylengyel, Sárhida a Teskánd, sousedním městem Zalaegerszeg.